# Document (album)
Document er det femte studiealbum fra det amerikanske alternative rockband R.E.M.. Det blev udgivet 1. september 1987 få måneder efterudgivelsen af opsamlingsalbummet Dead Letter Office, og det er det seneste album med nyt materiale, som gruppen udgav via I.R.S. Records. Det er det første album, hvor bandet samarbejdede med produceren Scott Litt.
Albummet indeholder singlerne "It's the End of the World as We Know It (And I Feel Fine)" og "The One I Love" og modtog gode anmeldelser.

## Spor
Alle sange er skrevet af Bill Berry, Peter Buck, Mike Mills og Michael Stipe med mindre andet er noteret.
Side et – "Page side"
1. "Finest Worksong" – 3:48
2. "Welcome to the Occupation" – 2:46
3. "Exhuming McCarthy" – 3:19
4. "Disturbance at the Heron House" – 3:32
5. "Strange" (Bruce Gilbert, Graham Lewis, Colin Newman, Robert Gotobed) – 2:31
6. "It's the End of the World as We Know It (And I Feel Fine)" – 4:05

Side to – "Leaf side"
1. "The One I Love" – 3:17
2. "Fireplace" – 3:22
3. "Lightnin' Hopkins" – 3:20
4. "King of Birds" – 4:09
5. "Oddfellows Local 151" – 5:21

1993 I.R.S. Vintage Years genudgivelse med bonustracks
1. "Finest Worksong (Other Mix)" – 3:47
  - B-side af "Finest Worksong" 12" single
2. "Last Date" (Floyd Cramer) – 2:16
  - B-side of "The One I Love" American 12" single og "It's the End of the World as We Know It (And I Feel Fine)" American 7" single
3. "The One I Love" (Live at McCabe's Guitar Shop) – 4:06
  - B-side of "The One I Love" American 12" single og "It's the End of the World as We Know It (And I Feel Fine)" British 7" og 12" singles
4. "Time After Time, Etc." (Live) – 8:22
  - B-side of "Finest Worksong" 7" og 12" og "It's the End of the World as We Know It (And I Feel Fine)" 12" Storbritannien
5. "Disturbance at the Heron House" (Live at McCabe's Guitar Shop) – 3:26
  - B-side of "The One I Love" British 12" single
6. "Finest Worksong" (Lengthy Club Mix) – 5:52
  - B-side of "Finest Worksong" 12" single

- Note: Den første udgave havde ikke remastered numrene, selvom det nogle gange fremgår.

25-års jubilæums bonusdisc, indspille live på Muziekcentrum Vredenburg i Utrecht, Holland, 14. september, 1987
1. "Finest Worksong" – 4:10
2. "These Days" – 3:36
3. "Lightnin' Hopkins" – 3:43
4. "Welcome to the Occupation" – 2:52
5. "Driver 8" – 3:35
6. "Feeling Gravitys Pull" – 5:31
7. "I Believe" – 4:32
8. "The One I Love" – 4:20
9. "Exhuming McCarthy" – 3:23
10. "Wolves, Lower" – 4:23
11. "Fall On Me" – 3:05
12. "Just a Touch" – 3:04
13. "Oddfellows Local 151" – 5:01
14. "Little America" – 2:50
15. "It's the End of the World as We Know It (And I Feel Fine)" – 4:01
16. "Begin the Begin" – 3:58
17. "Disturbance at the Heron House" – 3:42
18. "Moral Kiosk" – 3:02
19. "Life and How to Live It" – 6:28
  - Tidligere udgivet på påsamlingsalbummet And I Feel Fine... The Best of the I.R.S. Years 1982–1987 i 2006
20. "So. Central Rain" – 5:19
  - Tiligere udgivet som B-siden til single "Finest Worksong" fra 1988, som en del af sangen "Time After Time, Etc.", hvor de sammenlagt varer 5:19.

## Hitlister
Album
| År   | Hitliste                      | Placering              |
| ---- | ----------------------------- | ---------------------- |
| 1987 | Billboard 200                 | 10 (33 weeks on chart) |
| 1987 | UK Albums Chart               | 28 (5 weeks on chart)  |
| 1987 | Australia (Kent Music Report) | 47 (9 weeks on chart)  |

Singler
| År   | Sang                                                        | Hitliste                         | Placering |
| ---- | ----------------------------------------------------------- | -------------------------------- | --------- |
| 1987 | "It's the End of the World as We Know It (And I Feel Fine)" | Billboard Mainstream Rock Tracks | 16        |
| 1987 | "It's the End of the World as We Know It (And I Feel Fine)" | Billboard Hot 100                | 69        |
| 1987 | "The One I Love"                                            | Billboard Hot 100                | 9         |
| 1988 | "The One I Love"                                            | Billboard Mainstream Rock Tracks | 2         |
| 1988 | "Finest Worksong"                                           | Billboard Mainstream Rock Tracks | 28        |
| 1988 | "Finest Worksong"                                           | UK Singles Chart                 | 50        |
| 1988 | "The One I Love"                                            | UK Singles Chart                 | 51        |
| 1991 | "The One I Love"                                            | UK Singles Chart                 | 16        |
| 1991 | "It's the End of the World as We Know It (And I Feel Fine)" | UK Singles Chart                 | 39        |

## Certificeringer
| Organisation | Certificering | Dato             |
| ------------ | ------------- | ---------------- |
| RIAA – U.S.  | Guld          | 2. november 1987 |
| RIAA – U.S.  | Platin        | 25. januar 1988  |
| BPI – UK     | Guld          | 22. juli 2013    |